# Сторчівська сільська рада
| Сторчівська сільська рада — колишній орган місцевого самоврядування у Новомиколаївському районі Запорізької області з адміністративним центром у с. Сторчове. Історична дата утворення: в 1943 році. Сільській раді підпорядковані населені пункти: - с. Сторчове - с. Берестове - с. Богданівка - с. Іванівське |

## Склад ради
Рада складається з 12 депутатів та голови.

### Керівний склад ради
| ПІБ                             | Основні відомості                                                                                     | Дата обрання | Дата звільнення |
| ------------------------------- | --- | ------------ | --------------- |
| Горб Григорій Іванович          | Сільський голова, 1958 року народження, освіта, член Соціал-демократичної партії України (об'єднаної) | 26.03.2006   | 31.10.2010      |
| Горб Григорій Іванович          | Сільський голова, 1958 року народження, освіта середня спеціальна, член Партії регіонів               | 31.10.2010   | 18.03.2012      |
| Денисенко Аркадій Володимирович | Сільський голова, 1967 року народження, освіта вища, член Партії регіонів                             | 18.03.2012   |                 |

Примітка: таблиця складена за даними джерела